# Biohazard 4D-Executer
『Biohazard 4D-Executer』（バイオハザード フォーディ・エクゼクター）は、サバイバルホラーゲームのバイオハザードシリーズが原作の日本の3Dアニメバイオパンクホラー映画。カプコンがビジュアルサイエンス研究所と共同で制作しデジタルアミューズが供給した。大畑晃一が監督を務め、脚本はゲームシリーズの開発者監修の下で岡本ダイスケが担当した。全体で20分間の本映画は2000年11月以降日本のテーマパークのアトラクションとして期間限定で公開され、映画館や小規模ブースでも視聴することができた。 ストーリーは新種のウイルス研究を行っている女性科学者のキャメロン博士の居所を見つけ出すために、ゾンビで溢れたラクーンシティに送られた軍事部隊の任務を中心に展開される。

## ストーリー
本映画はアメリカ合衆国中西部のラクーンシティが舞台であり、同市の市民は製薬企業アンブレラが極秘裏に開発した生物兵器「T-ウイルス」に感染してゾンビと化していた。隊長のクラウスと部隊メンバーのロジャー、エド、ロバート、ノーマンで構成された軍事部隊が企業により市内へ派遣された。彼らはアンブレラが引き起こしたバイオハザードの封じ込めを専門とするグループ「アンブレラ バイオハザード対策部隊(Umbrella Biohazard Countermeasure Service、U.B.C.S)」のメンバーであり、新ウイルスの研究を行っている女性科学者のキャメロン博士の救出任務に当たることになる。
博士のIDカードから発せられるシグナルを追跡し発信源の倉庫へと辿り着いた部隊は、倉庫を捜索中に潜んでいた正体不明のクリーチャーに遭遇。奇襲攻撃を受けロバートが死亡した。チームはクリーチャーをバラバラに吹き飛ばしたが、彼らはクリーチャーが他の生命体にその精神を移せる能力があることに気づいていなかった。部隊は移動し始めたキャメロン博士のシグナルを追ってマンホールへと向かい、クリーチャーはカラスの体に乗り移り、彼らを追った。
ノーマン、ロジャーと共にクラウスは下水道へと降り、エドは地上の通りで監視を行った。地下の三人はキャメロン博士の機器が置かれた場所に辿り着き、その際に襲い掛かってきた犬を射殺したが、この犬に博士のIDカードが付けられていたのを発見した。アンブレラ社での地位が上のロジャーは他のメンバーにこの任務の真の目的はキャメロン博士の救出ではなく、遺伝子の再生が可能な新ウイルスに関する彼女の研究データを回収することであると明かした。彼女は自身が創り上げたウイルスに感染し、部隊が倉庫で戦ったクリーチャーへと変異を遂げていたのだった。
3人が地上へと戻ろうとするが、エドはカラスに襲撃され死亡しており倉庫にいたものと同様のクリーチャーへと変貌していた。この新たなモンスターはノーマンを殺害するが、クラウスとロジャーは何とかハンビーへと逃れ、ハンビーに搭載されたマシンガンを使ってクリーチャーを破壊した。
2人が車で市街へと移動している際にクラウスはウイルスのことについて尋ねた。ロジャーはウイルスがキャメロン博士の遺伝子と融合したことで、他の生命体内に彼女の体を再生することができるようになり、彼女をほぼ不死身にしたことを説明した。ロジャーはその後クラウスを触手で突き刺し車の座席に彼を釘付けにした。この時、ロジャーは2つの顔を持っていることを明らかにし、もう一つの顔はキャメロン博士のものだった。彼女は部隊が倉庫にいる際に犬の体で彼らを見張っており、アンブレラが彼女の研究データを追い求めていることに勘付いていたと語った。キャメロン博士はクラウスに対し、部隊は彼女がつくったウイルスの完璧なモルモットであったとし、自身が人間に戻るための実験を続けることを伝え、触手でクラウスの顔を引き裂いた所で物語は幕を閉じる。

## 登場人物
クラウス (Claus)
声：相沢まさき
U.B.C.S.分隊長。SIG Pro SP2009を装備。
ロジャー (Roger)
声：鳥畑洋人
クラウスの部隊に派遣されてきたアンブレラ社員。博士のIDカードを探知できるセンサーを装備している。
エド (Ed)
声：海老原英人
U.B.C.S.隊員。M4A1（M203装着）を装備。
ロバート (Robert)
声：大水忠相
U.B.C.S.隊員。M4A1（M203装着）を装備。ハンヴィーに搭乗した際は後方機銃（M2重機関銃）を担当していた。
ノーマン (Norman)
声：金子由之
U.B.C.S.隊員。ベネリM3を装備。ハンヴィーの運転手を担当。
キャメロン博士 (Dr. Cameron)
声：日野由利加
アンブレラの研究員。新ウイルスを研究していたが、行方をくらませた。

## 制作とリリース
Biohazard 4D-Executerのコンセプトは元々はバイオハザードシリーズ制作企業のカプコンに自身の映画のアイディアを提案したアニメ監督の今川泰宏が考案した。このプロジェクトは1999年10月下旬に「Biohazard 4D-Horror」という仮称で一般に発表された。開発の初期段階において今川は企画と脚本を担当しており、本作で特技監督の樋口真嗣と協力した。最終脚本はカプコンのシナリオ制作子会社フラグシップ監修の下で岡本ダイスケによって書かれた。元カプコン第二開発部ゲームデザイナー・プロデューサーの稲船敬二とフラグシップ共同創業者の杉村升が総監修を務めた。稲舟はこのストーリーをバイオハザードシリーズファン向けの「外伝」と呼んだ。
本作は『装鬼兵MDガイスト』『聖獣機サイガード -CYBERNETICS・GUARDIAN-』『ジェノサイバー』などのオリジナルビデオアニメに携わってきた大畑晃一監督にとって「コンピューター ジェネレイテッド イマジェリー」(CGI)を用いる最初の経験だった。CGIのレンダリングはビジュアルサイエンス研究所が行い、クリーチャーデザインは3Dアーティストの七水号多が担当した。強烈な生々しい暴力が描写されているために特定のシーンがカットされた映画のショート版が制作された。 Biohazard 4D-Executerは5.1サラウンドサウンドで提供され池頼宏作曲・編曲の音楽を特徴としている。本作は予算1億5000万円で制作され、2000年10月27日の東京国際ファンタスティック映画祭で初上映された。 2000年11月には日本のテーマパークシアターで広く公開されるようになった。本作は多数の観客向けに映画館で少数客向けに単一のブースで上映された。アトラクションのさらなる没入体験を提供するために供給者のデジタルアミューズは観客を揺らし首に空気を吹き付ける特別な円形座席「ギミックチェア」を設計した。